# Torrent de Junts
El torrent de Junts, dit també el torrent de Vilamala, és un torrent afluent per l'esquerra de la Rasa de Vilamala, a la Vall de Lord, que fa tot el seu curs per l'interior del Clot de Vilamala.

## Descripció
La seva conca de recepció abasta unes 25 ha. i està situada íntegrament per damunt dels 1.100 m., assolint la seva màxima altitud al cim del Tossal de la Creu del Codó (1.528 m.). Tota ella es troba dins el terme municipal de Guixers.
Consta de tres ramals que recullen l'aigua de la zona compresa entre el Serrat Llarg de Fenarals (a l'est) i el Serrat Curt de Fenarals (a l'oest). El ramal que neix a major altitud és el més oriental. S'inicia 1.290 msnm a uns 2600 m. a l'est del revolt de Fenarals i té uns 480 m de longitud fets en direcció predominant NE-SO. Els altres dos ramals li aboquen les aigües per la dreta i ambdós tenen una direcció predominant NO-SE. El que s'escola més al nord s'inicia sota el revolt de Fenarals i té uns 172 m de longitud amb un pendent mitjà del 45%. El ramal de més al sud té uns 280 m de longitud i un pendent mitjà del 43%
El canal de desguàs, d'uns 2.240 m., travessa de nord a sud la major part del Clot de Vilamala fins a desguassar a la Rasa de Vilamala a 840 m. d'altitud i a uns 800 m. aigües amunt de l'embassament de la Llosa del Cavall.
Tota la seva conca està integrada en el Pla d'Espais d'Interès Natural (PEIN) de la Generalitat de Catalunya i més concretament en l'espai Serres de Busa-Els Bastets-Lord.

## Termes municipals per on transcorre
|                                        | Longitud (en m.) | % del recorregut |
| -------------------------------------- | ---------------- | ---------------- |
| Per l'interior del municipi de Guixers | 1.475            | 54,15%           |
| Per l'interior del municipi de Navès   | 1.249            | 45,85%           |

## Xarxa hidrogràfica
La xarxa hidrogràfica del torrent de Junts està integrada per un total de 34 cursos fluvials dels quals 9 són afluents de primer nivell de subsidiarietat, 20 ho són de 2n nivell i 4 ho són de tercer nivell. La totalitat de la xarxa suma una longitud de 15.347 m.